# Fadrique Alfonso de Castilla
Fadryk Alfons Kastylijski (hiszp. Fadrique Alfonso de Castilla, ur. 13 stycznia 1333 w Sewilli, zm. 29 maja 1358 tamże) 25. wielki mistrz zakonu Santiago, pan na Haro.
Był nieślubnym synem króla Kastylii i Leónu – Alfonsa XI i jego kochanki Eleonory de Guzmán, przyrodnim bratem króla Piotra I Okrutnego i bratem bliźniakiem następcy Piotra, Henryka II.
Miał troje dzieci z małżeństwa z Eleonorą de Angulo.
Po śmierci swojej matki zamordowanej za zgodą Piotra I na rozkaz królowej wdowy Marii Portugalskiej, wystąpił wraz z pozostałymi braćmi, synami Eleonory de Guzman, przeciwko królowi. W jakiś czas potem pojednał się z królem i został nawet królewskim emisariuszem wysłanym do powitania Blanki de Burbon, przyszłej żony króla, na granicy królestwa. 
W 1354 król powierzył mu ochronę granicy z Portugalią. Fadryk wszedł wówczas w układy z bratem Henrykiem i Janem Alfonsem Albuquerque, dawnym faworytem królewskim będącym w niełasce. Wystąpił przeciwko królowi w trakcie buntu mieszkańców Toledo na czele 700-osobowego oddziału. Mając w perspektywie wojnę domową król starał się załagodzić konflikt, pozornie się wycofując i oferując Fadrykowi znaczący urząd na dworze. 
Król zaprosił go do Sewilli, gdzie Fadryk po przybyciu do miasta został pojmany i zgładzony.